# 星山站
星山站（：／ Seongsan yeok */?）是位于韩国全罗南道顺天市海龍面的一座鐵路站，属于全罗线和全庆三角线。

## 历史
- 1932年11月1日 - 落成使用[1]。

## 相鄰車站
韓國鐵道公社
全羅線
順天－星山－栗村
全慶三角線
平和－星山